# El Bosc (Castellcir)
El Bosc és una masia del terme municipal de Castellcir, a la comarca catalana del Moianès a una altitud de 707 metres.
És en el sector central-oriental del terme, a tocar del límit amb el terme de Sant Quirze Safaja, a l'esquerra de la riera de Castellcir, a ponent del Carrer de l'Amargura i al sud-est de Sant Andreu de Castellcir. Forma part d'aquesta masia la capella de la Mare de Déu de la Concepció, i també el Molí del Bosc, situat a la riera de Castellcir, quasi 750 metres a ponent de la masia.
Documentat almenys des del 1553, el seu nom anterior era Mas Torrents, i en alguns altres documents posteriors apareix com a Torrents i Bosc.
A prop de la masia hi ha el Roure Gros del Bosc, un dels arbres monumentals conservats a la comarca del Moianès, i al nord de la masia, en el vessant oriental de la Serra de Roca-sitjana, s'estén el Bosc del Bosc.
S'hi arriba seguint el Camí del Bosc, que arrenca de Sant Andreu de Castellcir cap al sud-est per la riba esquerra de la riera de Castellcir, fins que el camí arriba al capdavall d'un serrat on s'obre, cap al nord-est, la vall del torrent del Bosc; en aquell moment el camí remunta per la dreta un tros aquest torrent, el travessa i puja a la masia del Bosc.